# Encyclopædia Iranica
La Encyclopædia Iranica es un proyecto de la Universidad de Columbia iniciado en 1973 con la intención de crear una enciclopedia en lengua inglesa sobre la historia, cultura y civilización de los pueblos iranios desde la prehistoria hasta la actualidad. Es la enciclopedia estándar para los iranistas.
El alcance de la enciclopedia va más allá de Irán y abarca otras áreas geográficas donde las lenguas iraníes dominaron en ciertos momentos, tales como Afganistán, Tayikistán, Anatolia y el Kurdistán, así como algunas regiones de Asia como el Cáucaso, Asia del Sur, Asia Central y Mesopotamia. Las relaciones del mundo iraní con otras culturas (China, los países europeos, etc) también están cubiertos. Además de la versión en papel, parte de la enciclopedia está disponible de forma gratuita en la web oficial con codificaciones Unicode. El redactor jefe es el profesor Ehsan Yarshater. El consejo editorial incluye a Nicholas Sims-Williams, Christopher J. Brunner, Ashtiany Mohsen, Manuchehr Kasheff, y más de 40 editores de consultoría de las principales instituciones internacionales que realizan investigaciones relaciones con los estudios iraníes.
Desde 1979, la enciclopedia ha sido patrocinada por la agencia federal estadounidense National Endowment for the Humanities, que desde 2007 ha estado sufragando un tercio del presupuesto del proyecto. La lista de patrocinadores incluye también al American Council of Learned Societies, la Union Académique Internationale y la Iran Heritage Foundation, entre otras fundaciones benéficas y particulares filantrópicos.